# Satu Nou (gmina Gheorghe Doja)
Satu Nou (węg. Teremiújfalu) – wieś w Rumunii, w okręgu Marusza, w gminie Gheorghe Doja. W 2011 roku liczyła 826 mieszkańców.